# Симор (остров, Галапагос)
Симор (исп. Isla Seymour) или Симор-Норте (исп. Isla Seymour Norte) — остров в составе архипелага Галапагос, принадлежит Эквадору. Остров является частью кантона Санта-Крус провинции Галапагос. Площадь острова — 1,9 км² (по другим данным, 1,83 км²).

## География
Остров Симор расположен севернее острова Бальтра и отделён от него проливом Каналь-дель-Норте (исп. Canal del Norte — Северный пролив). В проливе между островами Бальтра и Симор находится небольшой песчаный островок Москера (исп. Mosquera).
В юго-западной части острова Симор есть тропа для туристов.

## История
Остров был назван англичанами Норт-Симор (англ. North Seymour — Северный Симор) — в честь вице-адмирала лорда Хью Сеймура (Hugh Seymour, 1759—1801).
В начале 1930-х годов на остров Симор было переселено около 70 галапагосских конолофов (сухопутных игуан) с соседнего острова Бальтра, поскольку их численность на острове Бальтра начала уменьшаться из-за завезённых туда коз. Конолофы прижились там, и к 2014 году их численность на острове Симор составляла около 2500.

## Флора и фауна
На острове водятся обыкновенные конолофы, морские игуаны и галапагосские морские львы. Из птиц на острове гнездятся великолепные фрегаты, большие фрегаты и голубоногие олуши, также встречаются галапагосские чайки, тёмные чайки, фаэтоны, обыкновенные глупые крачки и пеликаны.
На острове растут Bursera graveolens и древовидные опунции Opuntia echios.

## Галерея
|  |  |  |